# Jan van der Sluis
Jan van der Sluis (Rotterdam, 29 d'abril de 1889 - Rotterdam, 19 d'octubre de 1952) va ser un futbolista neerlandès que va competir a començament del segle xx. Jugà com a davanter i en el seu palmarès destaca la medalla de bronze en la competició de futbol dels Jocs Olímpics d'Estocolm, el 1912.
Pel que fa a clubs, jugà al VOC entre 1911 i 1913. A la selecció nacional jugà un sol partit, contra Finlàndia, en què marcà dos gols.